# Asura variabilis
Asura variabilis är en fjärilsart som beskrevs av Rothschild 1913. Asura variabilis ingår i släktet Asura och familjen björnspinnare. Inga underarter finns listade i Catalogue of Life.